# قائمة الجوائز والترشيحات التي تلقتها مادهوري ديكسيت
جوائز وترشيحات تلقتها الممثلة مادهوري ديكسيت

## فلم فير
- أفضل ممثلة 1991-1993-1995-1998.
- رشحت أفضل ممثلة 1991-1992-1994-1995-1996-1996-2001-2008.
- أفضل ممثلة مساعدة 2003.
- رشحت أفضل ممثلة مساعدة 2002.
- جائزة خاصة 2011.

## جائزة العمالقة الدولية
- جائزة خاصة 2011.

## جوائز الاكادمية الهندية في لوس انجلوس
- جائزة خاصة 2011.

## الهندكبار نجوم السينما
- جائزة خاصة 2001.

## جوائز الاكادمية الهندية للافلام
- رشحت أفضل ممثلة 2001-2003.

## مهرجان السينمائي الدولي في الهند
- جائزة خاصة 2011.

## جوائز كالبنترا
- جائزة خاصة 2011.

## جائزة مواطن وطني
- جائزة خاصة 2001.

## جوائز الشاشة
- أفضل ممثلة 1995-1996-1998.
- رشحت أفضل ممثلة 2001.
- أفضل ممثل مساعدة 2003.

## جوائز زي سني
- أفضل ممثلة 1998.
- رشحت أفضل ممثلة 2000-2003.
- أفضل ممثلة مساعدة 2002.

## جوائز أخرى
- جائزة سيد ديناناث مانجيشكار فيشيش 2012.
- وسام بادما شري رابع أعلى وسام في الهند 2008.
- الجائزة البلاتينية ديكسيت المغنية المقدمة لأفضل مغنية 2012.
- جائزة راج كابور 2012.
- جائزة سميتا باتيل 1996.
- جائزة شبكة مؤسسة نجمة 2012.
- رشحت أفضل ممثل جوائز ستارديست 2008.
- جائزة جمال رواج 2011.